# 権成虎
権 成虎（クォン・ソンホ、朝鮮語: 권성호 ）は、朝鮮民主主義人民共和国の政治家。国家建設監督相、朝鮮労働党中央委員会委員などを歴任した。

## 経歴
出生地や生年月日は不明。2001年6月11日に朝鮮労働党の機関紙労働新聞が行った平壌直轄市の住宅設計に関する取材に、国家建設監督省中央設計コンピューターセンター技師長として答えている。2004年12月には国家建設監督省建設設計情報センター技師長に転じ、その後、同センター長に昇進した。2013年5月に国家建設監督相に任命され、2014年3月9日に実施された最高人民会議第13期代議員選挙で代議員に選出され、4月9日に開催された最高人民会議第13期第1回会議で国家建設監督相に再任された。2016年5月9日に開催された朝鮮労働党第7次大会で朝鮮労働党中央委員会委員候補に選出された。
2019年3月10日に実施された最高人民会議第14期代議員選挙で代議員に再選された。4月10日に開催された朝鮮労働党中央委員会第7期第4回会議で党中央委員会委員に補選され、翌4月11日に開催された最高人民会議第14期第1回会議で国家建設監督相に再任された。
北朝鮮での多くの建設事業が「トンジュ（金主）（朝鮮語: 돈주）」と呼ばれる新興富裕層の投資によって行われているが、この方法によって手抜き工事が横行し、国家建設監督省の監督が行き届かないとして2020年8月11日に厳重警告の処分を受けた。
2021年1月5日から開催された朝鮮労働党第8次大会で行われた党中央委員から脱落。1月17日に開催された最高人民会議第14期第4回会議で国家建設監督相を解任された。

## 参考サイト
- 북한정보포털

| 先代金錫俊 | 国家建設監督相2013年 - 2021年 | 次代李革権 |